# Норвезька затока
Норвезька затока або Норвезька бухта (фр. Baie Norvégienne) — невелика затока на островах Кергелен. 

## Географія
Розташована на південний схід від півострова Курбе, величезного півострова, що становить північно-східну частину островів Кергелен в Індійському океані.
Затока займає площу близько 50 км ² і виходить на схід до Індійського океану.
У Норвезькій затоці розташований невеликий припливний острів під назвою острів Матлі. На острові є могила Джона Метлі, який помер на Кергелені 12 грудня 1810 року. Він був капітаном британського морського корабля «Герцог Портлендський». Капітан Джеймс Кларк Спенс, знову відвідав острів у 1811–1812 роках. Спенс приніс із собою надгробну плиту, яку зробила вдова Метлі, і поклав її на могилу Метлі.